# William Chetwood
William Chetwood (* 17. Juni 1771 in Elizabeth, Province of New Jersey; † 17. Dezember 1857 ebenda) war ein US-amerikanischer Politiker. In den Jahren 1836 und 1837 vertrat er den Bundesstaat New Jersey im US-Repräsentantenhaus.

## Werdegang
William Chetwood besuchte bis 1792 das Princeton College. Nach einem anschließenden Jurastudium und seiner 1796 erfolgten Zulassung als Rechtsanwalt begann er in Camden in diesem Beruf zu arbeiten. Danach war er Staatsanwalt im Essex County. Im Jahr 1794 nahm er an der Seite von General Henry Lee an der Niederschlagung der Whiskey-Rebellion teil. 
In den 1830er Jahren schloss sich Chetwood der Whig Party an. Nach dem Rücktritt des Abgeordneten Philemon Dickerson wurde er bei der fälligen Nachwahl für den ersten Sitz von New Jersey als dessen Nachfolger in das US-Repräsentantenhaus in Washington, D.C. gewählt, wo er am 5. Dezember 1836 sein neues Mandat antrat. Bis zum 3. März 1837 beendete er die laufende Legislaturperiode. Nach dem Ende seiner Zeit im US-Repräsentantenhaus war Chetwood in den Jahren 1841 und 1842 Mitglied im State Council, dem späteren Senat von New Jersey. Ansonsten praktizierte er wieder als Anwalt. Er starb am 17. Dezember 1857 in seinem Geburtsort Elizabeth, wo er auch beigesetzt wurde.